# Populus trichocarpa
Тополя бальзамічна (Populus trichocarpa, також відома як тополя волосистоплода, каліфорнійська або чорна) — вид дерев, рідний для західної частини Північної Америки.

## Поширення та середовище існування
Росте на Західному узбережжі Північної Америки від південної Аляски до Каліфорнії (Канада, США, Мексика). Також культивується.

## Опис
Молоде дерево має прямий стовбур з вузькою пірамідальною кроною. Спочатку швидко росте й може вирости до 35 м і в дорослому житті характеризується нерегулярною, широкою, відкритою кроною. Кора гладка і зеленувато-жовта в молодому віці. У старості, кора відшаровується і стає темно-сірою з неглибокими канавками. Стовбур діаметром 1–2(4–5) м. Листки від яйцеподібних до вузьких, від в основному усічених до серцеподібних біля основи, загострені на вершині. Листя довжиною 7–12 см і шириною 3–8 см. Черешки непомітні й дуже короткі, у молодого листя запушені, у старих — голі. Чоловічі сережки довжиною 7–10 см, квітки з торочкуватими лусочками, тичинок 20–30(40–60). Жіночі сережки завдовжки 15–20 см. Плодові коробочки великі, 3-, 4-створчаті, яйцевиді, загострені. Насіння забезпечене рясними волосками. При дозріванні й розтріскуванні коробочок, насіння розноситься вітром. 2n=38. Розмножується насінням, утворює кореневі паростки, дуже добре розмножується черенками.

## Використання
Широко використовується для прикраси і для заготовлення лісоматеріалів.
Тополя бальзамічна відома як модельний організм в ботаніці. Його повна послідовність генома була отримана в 2006 році. Це перший сексентирований вид дерев, геном якого містить найбільшу кількість генів, знайдених в будь-якому організмі.

## Галерея

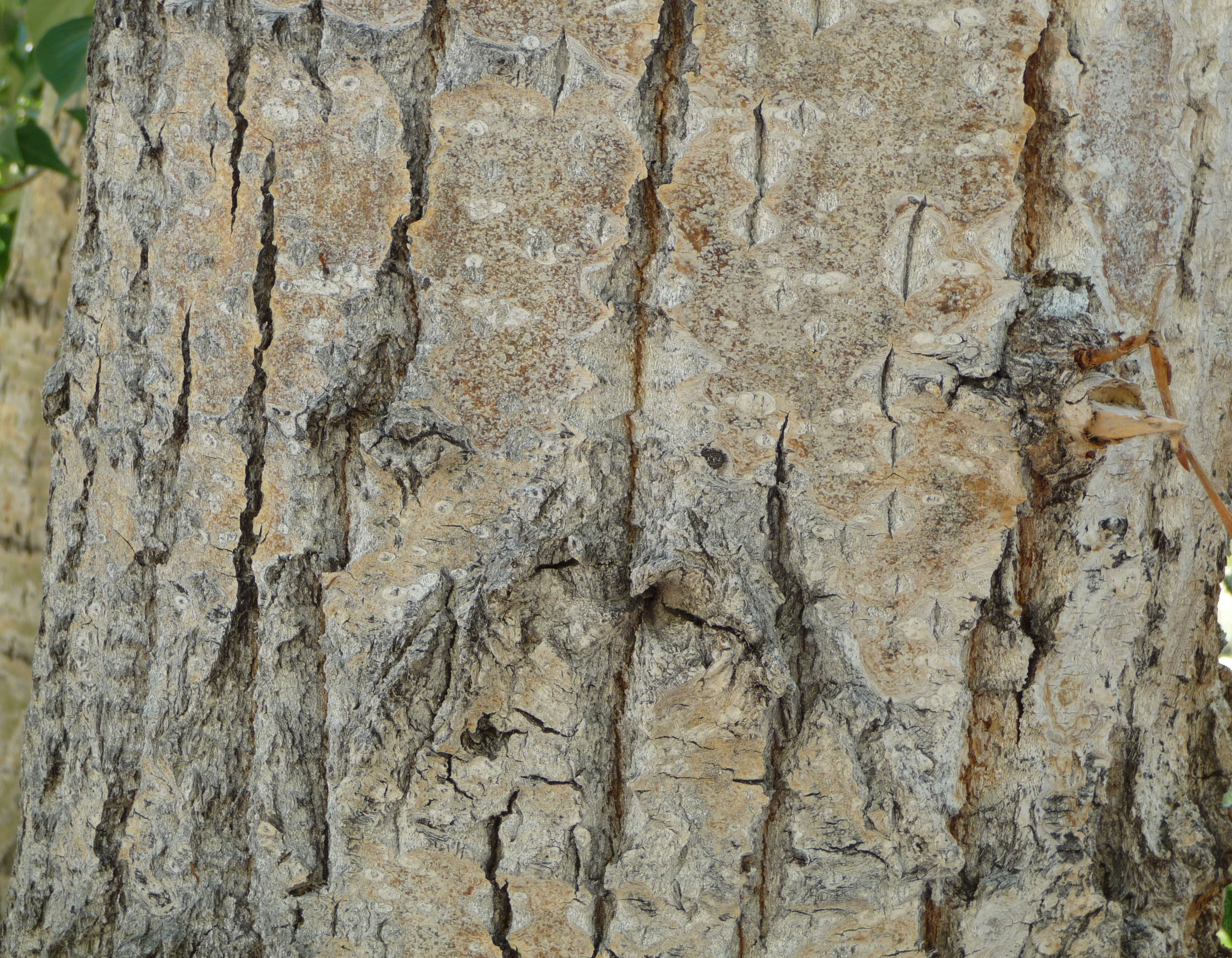
Кора
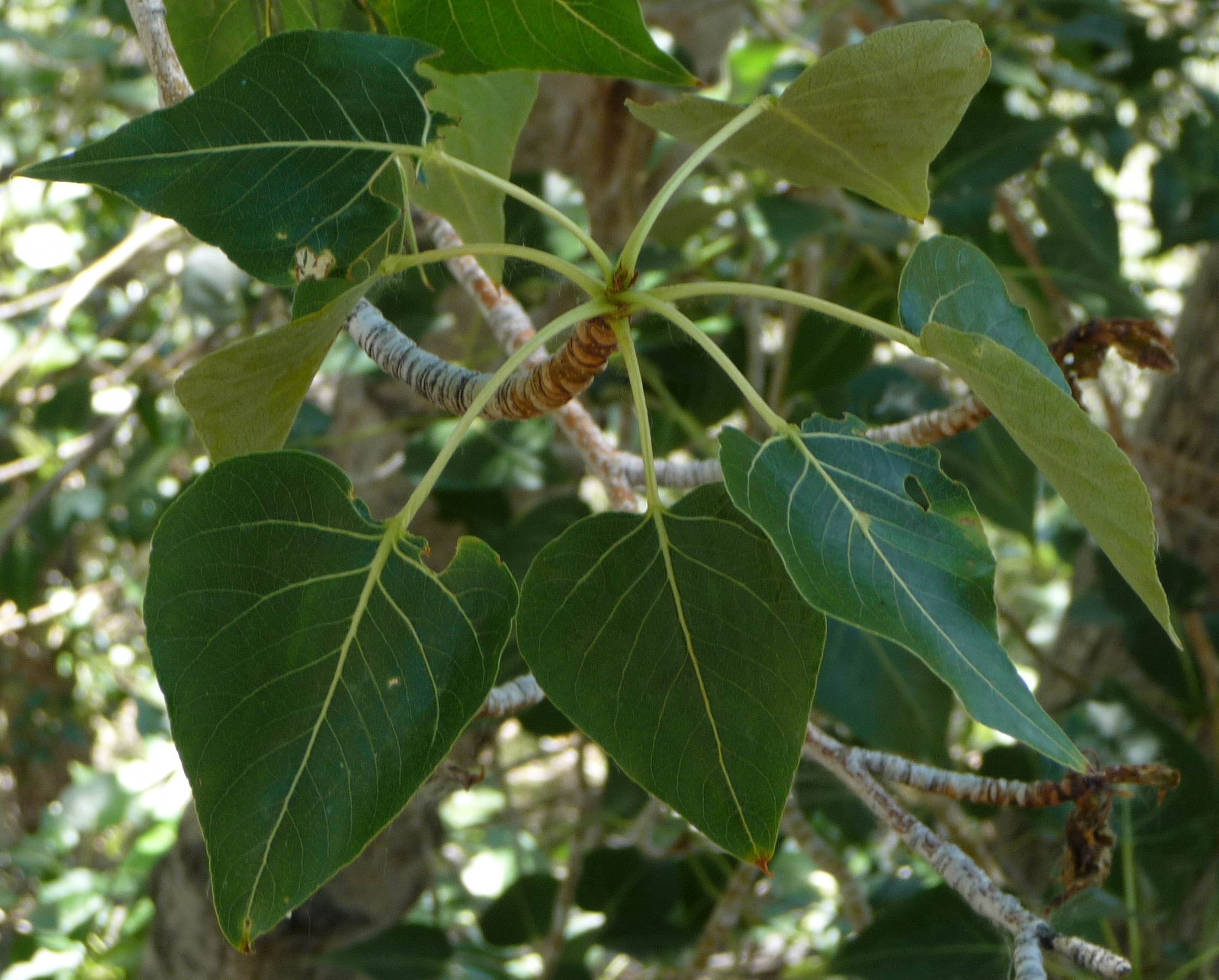
Листя
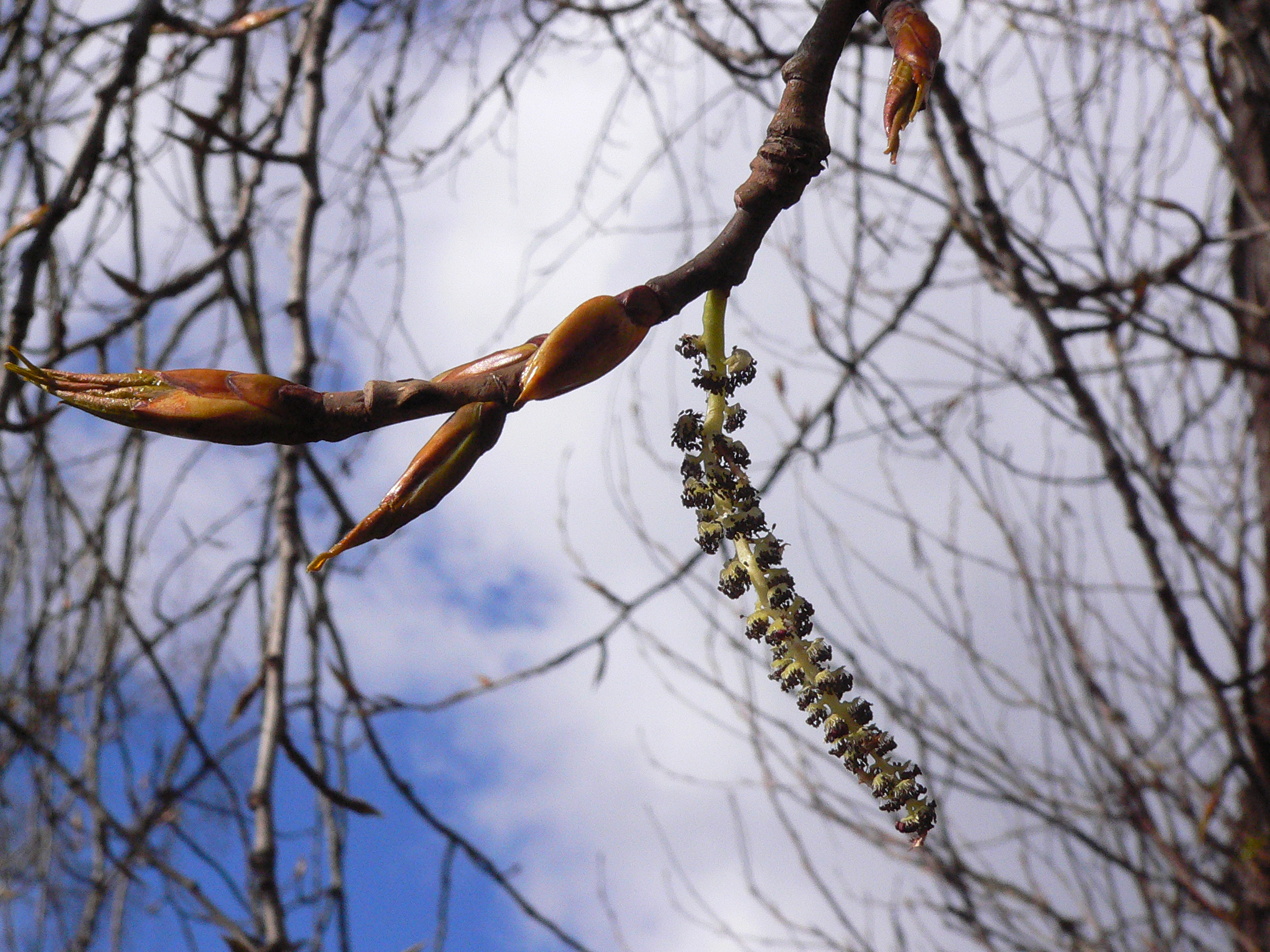
Чоловічі сережки й листові бруньки